# Valle del Jerte
Valle del Jerte (anticamente Valle de Plasencia) è una comunità (mancomunidad), una comarca naturale e valle della regione di Estremadura in Spagna.
La valle è stata dichiarata di interesse culturale sin dal 1973. Confina a nord con la provincia di Avila e di Salamanca, a ovest con la valle di Ambroz, a sud con la città di Plasencia e a est con la comunità di La Vera.
Tutti gli anni, nella seconda metà di marzo si celebra la festa di "El Cerezo en Flor" (Il ciliegio in fiore) dichiarata di interesse turistico nazionale. Un milione e mezzo di arberi fiorisce quasi all'unisono tingendo la valle di bianco per due settimane.

## I paesi
| Paese               | Popolazione (Anno 2017) | Superficie | Densità |
| ------------------- | ----------------------- | ---------- | ------- |
| Barrado             | 424                     | 21,29      | 19,92   |
| Cabezuela del Valle | 2250                    | 56,57      | 39,77   |
| Cabrero             | 361                     | 6,63       | 54,45   |
| Casas del Castañar  | 594                     | 24,63      | 24,12   |
| El Torno            | 897                     | 22,26      | 40,3    |
| Jerte               | 1276                    | 58,95      | 21,65   |
| Navaconcejo         | 2007                    | 51,40      | 39,05   |
| Piornal             | 1536                    | 36,39      | 42,21   |
| Rebollar            | 210                     | 11,51      | 18,25   |
| Tornavacas          | 1126                    | 76,60      | 14,7    |
| Valdastillas        | 327                     | 8,10       | 40,37   |